# Loch Muchairt
Loch Muchairt ist ein See auf der schottischen Hebrideninsel Islay. Etwa 600 m nördlich von Loch Muchairt befindet sich der Stehende Stein Carragh Bhan, der angeblich die Grabstelle Godred Crovans, König des Kingdom of the Isles, markiert.

## Beschreibung
Der Loch Muchairt liegt im Süden der Insel am Hals der Halbinsel Oa etwa einen Kilometer südöstlich des Weilers Kintra. Der Loch Muchairt ist nicht durch Straßen erschlossen. Die A846 verläuft rund zwei Kilometer östlich. Der längliche See weist eine maximale Länge von rund 490 Metern bei einer maximalen Breite von 110 Metern auf. Er erstreckt sich in Ost-West-Richtung.
Der auf einer Höhe von 27 Metern gelegene See nimmt eine Fläche von vier Hektar ein. Bein einer mittleren Tiefe von 4,7 Metern besitzt er ein Volumen von rund 0,18 Mio. Kubikmetern. Sein Umfang beträgt rund einen Kilometer. Der Loch Muchairt besitzt ein Einzugsgebiet von 48 Hektar, das im Wesentlichen aus Waldflächen (75 %) und Grasland (11 %) besteht, während Grundwasser rund 10 % des Zuflusses ausmacht. Es erstreckt sich im Wesentlichen nach Süden. Vom Westufer fließt ein kleiner, unbenannter Bach ab, der nach rund zwei Kilometern nordwestlich des Sees in die Laggan Bay mündet.